# Gailard Sartain
Gailard Sartain (Tulsa, Oklahoma, 18 de septiembre de 1946 – 17 de junio de 2025) fue un actor e ilustrador estadounidense.

## Biografía
Tras completar sus estudios en Will Rogers High School, Sartain obtuvo el título de Bachelor of Fine Arts en la Universidad de Tulsa. Comenzó a trabajar como camarógrafo para la estación de televisión local y moderó más tarde el programa nocturno The Uncanny Film Festival and Camp Meeting, en la que emitían películas de cine B. Para ello se disfrazaba como mago y utilizaba el seudónimo de Dr. Mazeppa Pompaziodi. A ese programa acudían diversas estrellas invitadas,como Gary Busey (que hacía el papel de Teddy Jack Eddy).
En 1972, tras ser descubierto por un buscador de talentos, participó en veinte episodios de la serie de televisión Hee Haw. Actuó en las series Cher (1975-76) y Shields and Yarnell (1978). También tuvo un papel en la película piloto de la serie Walker, Texas Ranger, aunque finalmente, no participó en la serie. Intervinó en películas como Arde Mississippi (1988), Tomates verdes fritos (1991), Ali (2001) y Todo sucede en Ellizabethtown (2005).
También fue ilustrador y escribió para varias revistas como autor.

## Filmografía (parcial)

### Cine
- 1978: The Buddy Holly Story
- 1979: The Jerk
- 1980: Roadie
- 1983: The Outsiders
- 1984: All Of Me
- 1987: The Big Easy
- 1988: Arde Misisipi (Mississippi Burning)
- 1991: Tomates verdes fritos (Fried Green Tomatoes)
- 1992: ¡Alto! O mi madre dispara (Stop! Or My Mom Shoot)
- 1993: Extremadamente peligrosa (The Real McCoy)
- 1994: Mano a mano con papá (Getting Even with Dad)
- 1994: Sin discursos (Speechless)
- 1996: La Historia del Spitfire Grill (The Spitfire Grill)
- 1998: The Patriot
- 2000: Equipo a la fuerza (The Replacements)
- 2001: Ali (Ali)
- 2005: Todo sucede en Elizabethtown (Elizabethtown)

### Televisión
- 1972-1974: Hee Haw (23 episodios)
- 1988-1988: Hey, Vern, It's Ernest! (13 episodios)